# Janko le musicien
Pour plus de détails, voir Fiche technique et Distribution.
Janko le musicien (ou Jean-Jean le musicien) est un film polonais réalisé par Ryszard Ordyński, basé sur une nouvelle d'Henryk Sienkiewicz du même titre, et sorti en 1930.

## Fiche technique
- Titre : Janko le musicien
- Titre original : Janko muzykant
- Réalisation : Ryszard Ordyński
- Scénario : Ferdynand Goetel
- Musique : Grzegorz Fitelberg
Leon Schiller
- Photographie : Zbigniew Gniazdowski
- Montage :
- Costumes :
- Société de production :
- Pays d'origine :  Pologne
- Format :
- Genre :
- Durée : 70 minutes (1 h 10)
- Date de sortie : 
  - Pologne : 8 novembre 1930

## Distribution
- Stefan Rogulski -  Janko (jeune)
- Witold Conti - Janko (adulte)
- Adolf Dymsza - Florek
- Kazimierz Krukowski - Lopek
- Maria Malicka - la chanteuse Ewa Korecka
- Wiesław Gawlikowski - professeur de musique
- Tekla Trapszo - mère de Janko
- Aleksander Żabczyński
- Antoni Bednarczyk
- Michał Halicz
- Stanisław Sielański
- Zygmunt Chmielewski
- Witold Kuncewicz
- Jerzy Roland
- Jerzy Klimaszewski
- Janina Kozłowska
- Kazimierz Jarocki
- Józef Klimaszewski